# Mónica Puig

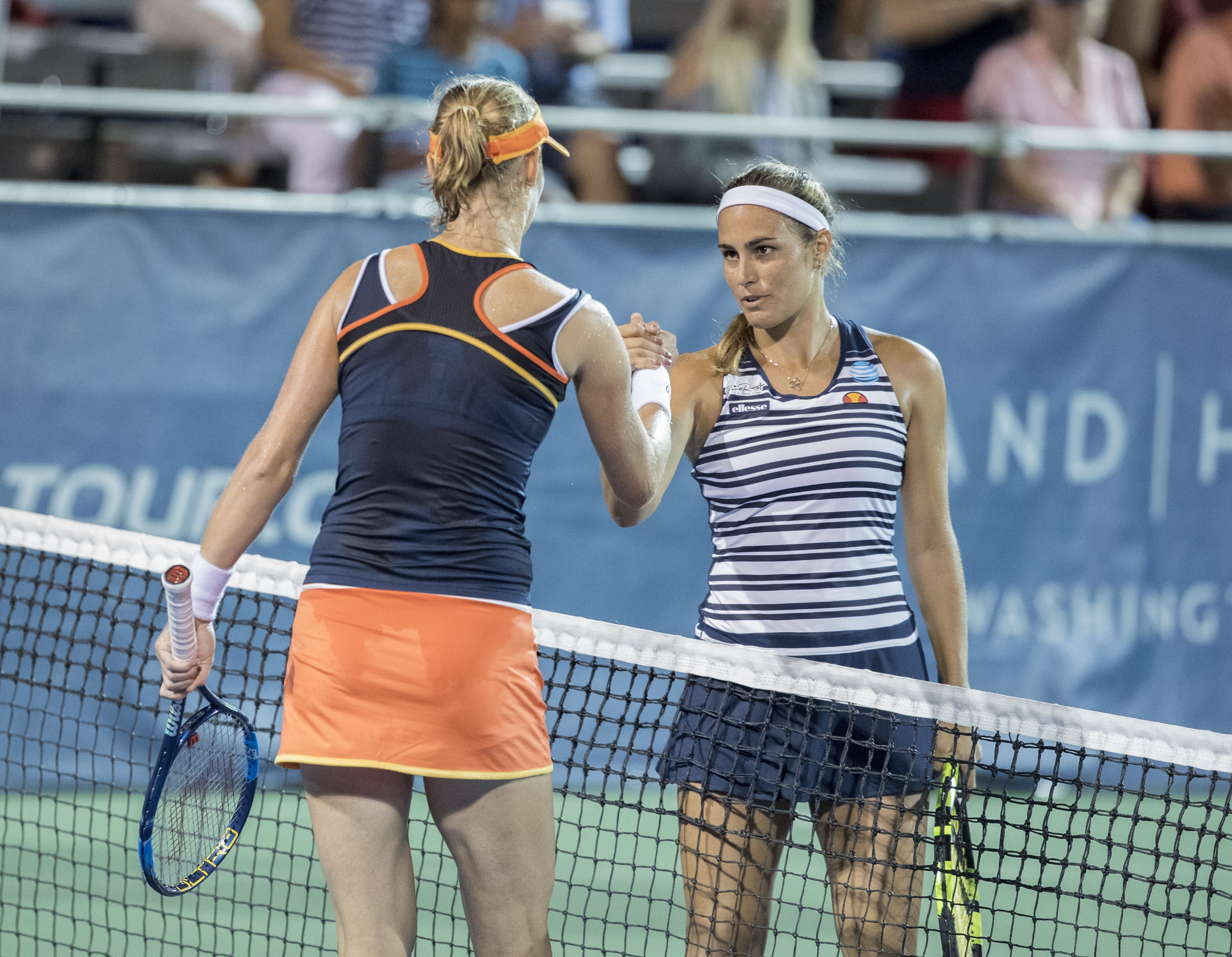
Jekaterina Makarova (links) wordt gefeliciteerd na haar overwinning op Puig in de tweede ronde van het WTA-toernooi van Washington 2017.

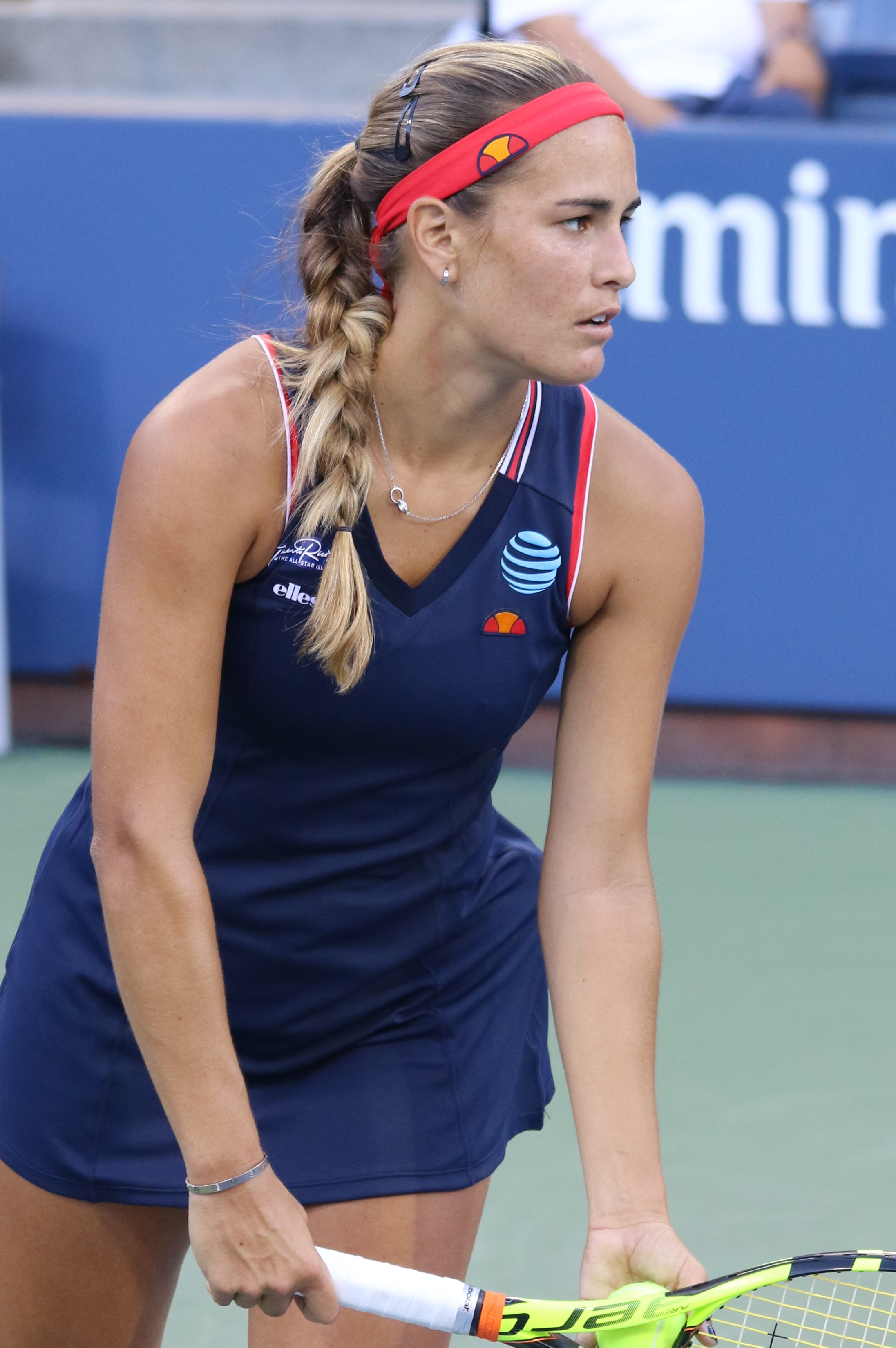
Puig begint aan haar opslag in haar wedstrijd in de eerste ronde van het US Open 2016, die zij verloor van Zheng Saisai (4–6, 2–6).

Mónica Puig Marchán (San Juan, 27 september 1993) is een tennisspeelster uit Puerto Rico. Puig begon met tennis toen zij zes jaar oud was. Haar favoriete ondergrond is hardcourt. Zij speelt rechtshandig en heeft een tweehandige backhand.

## Loopbaan
In 2007 speelde zij als junior op de Price Cup, waar zij zich uit het kwalificatietoernooi terugtrok. In 2013 debuteerde zij op een grandslamtoernooi, en won in de eerste ronde van Nadja Petrova.
In 2011 won zij de zilveren medaille in het vrouwenenkelspel op de Pan-Amerikaanse Spelen in Guadalajara. In de finale verloor zij van de als tweede geplaatste Irina Falconi uit de Verenigde Staten: 3-6 en 2-6.
Op 13 augustus 2016 won Puig de olympische gouden medaille in Rio de Janeiro door in de finale Angelique Kerber met 6-4, 4-6 en 6-1 te verslaan. De ongeplaatste Puerto Ricaanse bezorgde haar vaderland daarmee de allereerste gouden olympische medaille uit de geschiedenis.
In de periode 2008–2019 maakte Puig deel uit van het Puerto Ricaanse Fed Cup-team – zij behaalde daar een winst/verlies-balans van 30–14.

## Posities op deWTA-ranglijst
Positie per einde seizoen:
| jaar | rang enkelspel | rang dubbelspel |
| ---- | -------------- | --------------- |
| 2010 | 695            | –               |
| 2011 | 228            | 992             |
| 2012 | 127            | 298             |
| 2013 | 55             | 1115            |
| 2014 | 60             | 657             |
| 2015 | 92             | 238             |
| 2016 | 32             | 336             |
| 2017 | 58             | 916             |
| 2018 | 53             | 279             |
| 2019 | 80             | 403             |

## Resultaten grote toernooien
| Legenda | Legenda                          |
| ------- | -------------------------------- |
| g.t.    | geen toernooi gehouden           |
| l.c.    | lagere categorie                 |
| –       | niet deelgenomen                 |
| G       | uitgeschakeld in de groepsfase   |
| 1R      | uitgeschakeld in de eerste ronde |
| 2R      | uitgeschakeld in de tweede ronde |
| 3R      | uitgeschakeld in de derde ronde  |
| 4R      | uitgeschakeld in de vierde ronde |
| KF      | uitgeschakeld in de kwartfinale  |
| HF      | uitgeschakeld in de halve finale |
| F       | de finale verloren               |
| W       | het toernooi gewonnen            |
| w-v     | winst/verlies-balans             |

### Enkelspel
| toernooi            | 2013 | 2014 | 2015 | 2016 | 2017 | 2018 | 2019 | 2020 |
| ------------------- | ---- | ---- | ---- | ---- | ---- | ---- | ---- | ---- |
| grandslamtoernooien |      |      |      |      |      |      |      |      |
| Australian Open     | –    | 2R   | 2R   | 3R   | 2R   | 2R   | 1R   | –    |
| Roland Garros       | 3R   | 1R   | 1R   | 3R   | 2R   | –    | 3R   | 1R   |
| Wimbledon           | 4R   | 1R   | 1R   | 1R   | 1R   | 1R   | 2R   | g.t. |
| US Open             | 1R   | 2R   | 1R   | 1R   | 1R   | 2R   | 1R   | 1R   |
| Premier Mandatory   |      |      |      |      |      |      |      |      |
| Indian Wells        | 1R   | 1R   | 2R   | 3R   | 2R   | 2R   | 2R   | g.t. |
| Miami               | 1R   | 2R   | 1R   | 2R   | 1R   | 4R   | 1R   | g.t. |
| Madrid              | –    | –    | 1R   | 1R   | 1R   | 2R   | –    | g.t. |
| Peking              | 1R   | –    | 2R   | 1R   | –    | –    | 1R   | g.t. |
| Premier Five        |      |      |      |      |      |      |      |      |
| Dubai/Doha          | –    | –    | 1R   | –    | 3R   | –    | –    | –    |
| Rome                | –    | 2R   | 1R   | 2R   | 1R   | –    | –    | –    |
| Montréal/Toronto    | –    | 1R   | 2R   | 1R   | –    | 2R   | –    | g.t. |
| Cincinnati          | 1R   | –    | –    | –    | 1R   | –    | 1R   | –    |
| Tokio/Wuhan         | 1R   | 1R   | –    | 1R   | 3R   | KF   | 2R   | g.t. |
| olympisch           |      |      |      |      |      |      |      |      |
| Olympische Spelen   | g.t. | g.t. | g.t. | W    | g.t. | g.t. | g.t. | g.t. |
| statistieken        |      |      |      |      |      |      |      |      |
| titels per jaar     | 0    | 1    | 0    | 1    | 0    | 0    | 0    | 0    |
| eindejaarsranking   | 55   | 60   | 92   | 32   | 58   | 53   | 80   |      |

### Vrouwendubbelspel
| toernooi        | 2013 | 2014 | 2015 | 2016 | 2017 | 2018 | 2019 |
| --------------- | ---- | ---- | ---- | ---- | ---- | ---- | ---- |
| Australian Open | –    | 1R   | 1R   | –    | 1R   | 2R   | 1R   |
| Roland Garros   | –    | 1R   | 1R   | 1R   | –    | –    | 2R   |
| Wimbledon       | 1R   | 1R   | –    | 2R   | –    | 1R   | 1R   |
| US Open         | 1R   | 1R   | –    | 1R   | –    | –    | 1R   |

## Palmares
| Legenda                 |
| ----------------------- |
| Grandslamtoernooi       |
| Olympische Spelen       |
| Year-End Championships  |
| Premier Mandatory       |
| Premier Five / WTA 1000 |
| Premier / WTA 500       |
| International / WTA 250 |
| Challenger / WTA 125    |

### WTA-finaleplaatsen enkelspel

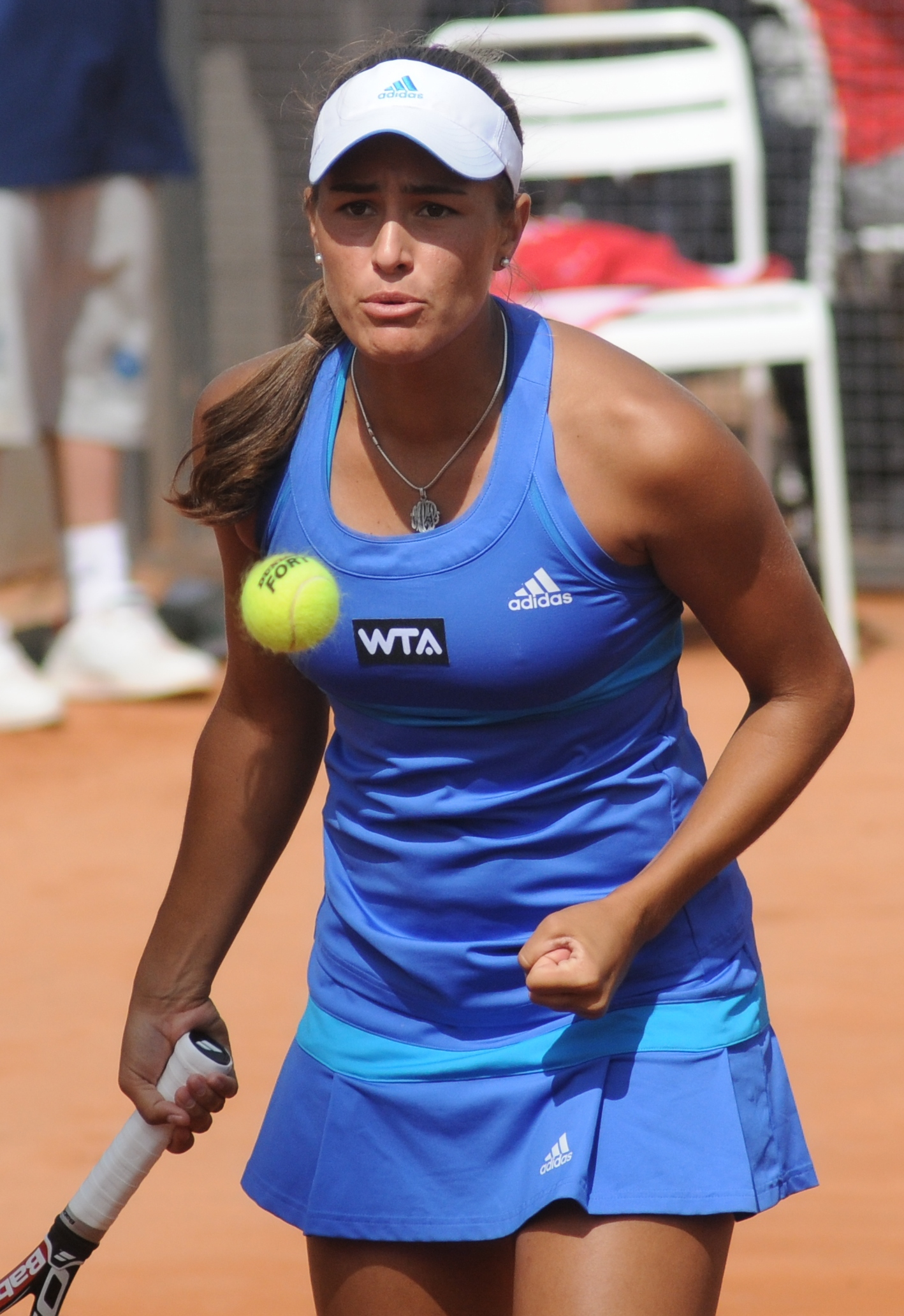
Puig tijdens haar gewonnen eersterondewedstrijd op het WTA-toernooi van Rome 2014; in de tweede ronde verloor zij van Maria Sjarapova met 3–6, 5–7.

| nr.              | finale     | toernooi            | ondergrond    | tegenstandster        | score         |         |
| ---------------- | ---------- | ------------------- | ------------- | --------------------- | ------------- | ------- |
| gewonnen finales |            |                     |               |                       |               |         |
| 1.               | 2014-05-24 | WTA Straatsburg     | gravel        | Sílvia Soler Espinosa | 6-4, 6-3      | details |
| 2.               | 2016-08-13 | O.S. Rio de Janeiro | hardcourt     | Angelique Kerber      | 6-4, 4-6, 6-1 | details |
| verloren finales |            |                     |               |                       |               |         |
| 1.               | 2011-10-22 | PanAm Guadalajara   | hardcourt     | Irina Falconi         | 3-6, 2-6      | details |
| 2.               | 2016-01-15 | WTA Sydney          | hardcourt     | Svetlana Koeznetsova  | 0-6, 2-6      | details |
| 3.               | 2017-10-21 | WTA Luxemburg       | hardcourt (i) | Carina Witthöft       | 3-6, 5-7      | details |

### WTA-finaleplaatsen dubbelspel
geen